# Sélone

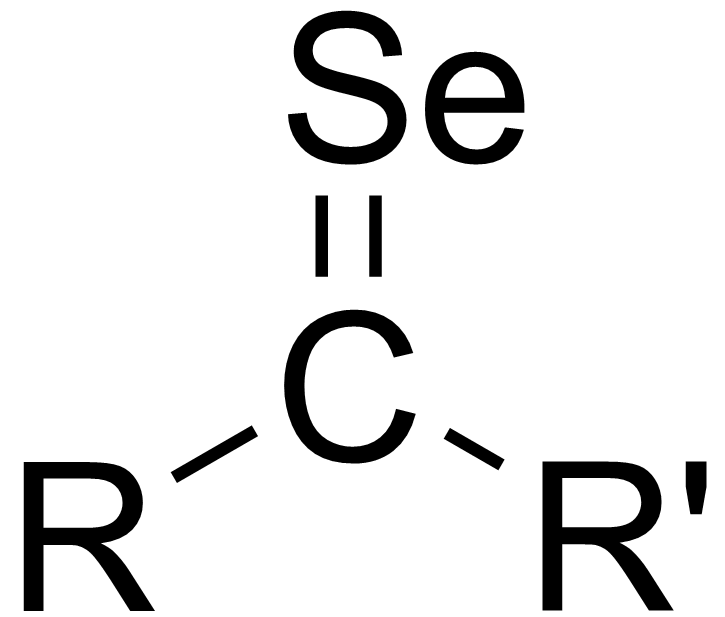
Formule générale d'une sélone.

En chimie, une sélone est l'analogue organosélénié d'une cétone, où un atome de sélénium remplace l'atome d'oxygène.
Les sélones sont notamment utilisées comme agents de solvatation chiraux (en) en spectroscopie RMN du sélénium 77.
Les oxazolidinesélones chirales sont d'excellentes partenaires dans une aldolisation stéréospécifique, la RMN77 permettant de vérifier la pureté énantiomérique de l'aldol final.